# Ludwig Schneider (Politiker, 1902)

Ludwig Schneider

Ludwig Schneider (* 4. September 1902 in Lingenfeld; † 15. Oktober 1944 in Carnostov, Polen) war ein deutscher Politiker (NSDAP).

## Leben und Wirken
Schneider besuchte als Kind die Volksschule in Oettingen in Bayern (1909 bis 1913) und anschließend das Progymnasium Oettingen (1919 bis 1922) und das humanistische Gymnasiums bei St. Stephan in Augsburg.
1922 begann er das Studium des Hoch- und Tiefbaus an der Technischen Hochschule München auf. Dort wurde er 1922 Mitglied der Münchener Burschenschaft Arminia. In den Jahren 1923 bis 1927 studierte er dann Rechts- und Staatswissenschaften in München und Würzburg. 1927 wurde er Referendar und 1935 Assessor.
Um 1930 trat er in die NSDAP ein.
1932 wurde Schneider Abteilungsleiter in der Rechtsabteilung der Reichsleitung der NSDAP. 1933 wurde er zum Beisitzer des Obersten Parteigerichts ernannt. 1935 folgte seine Ernennung zum Kammervorsitzenden beim Obersten Parteigerichtshof und am 1. Januar 1936 die Beförderung zum Leiter des Zentralamtes der NSDAP.
Vom 29. März 1936 bis zu seinem Tod im Oktober 1944 saß Schneider achteinhalb Jahre lang als Abgeordneter für den Wahlkreis 20 (Köln-Aachen) im nationalsozialistischen Reichstag.
Schneider starb im Oktober 1944 als Teilnehmer des Zweiten Weltkrieges mit dem Rang eines Oberleutnants.
Dem Volksbund Kriegsgräberfürsorge ist er wahrscheinlich als unbekannter Soldat auf die Kriegsgräberstätte Mlawka überführt worden.

## Überlieferung
Die Überlieferung zu Ludwig Schneider ist sehr dünn: Im Bundesarchiv Berlin hat sich eine Akte mit Parteikorrespondenz der NSDAP zu ihm erhalten. Außerdem befindet sich dort ein Sammelakt des Propagandaministeriums mit Datenblättern über Parteifunktionäre (R 55/21839), die ein Datenblatt zu Schneider enthält (Bl. 54), dass im Wesentlichen dieselben Informationen zu ihm enthält, wie das Reichstagshandbuch. Die letztere Akte ist vom Bundesarchiv digitalisiert worden und kann von jedermann online über das invenio-System des Archivs aufgerufen und gesichtet werden. 